# Sparefroh

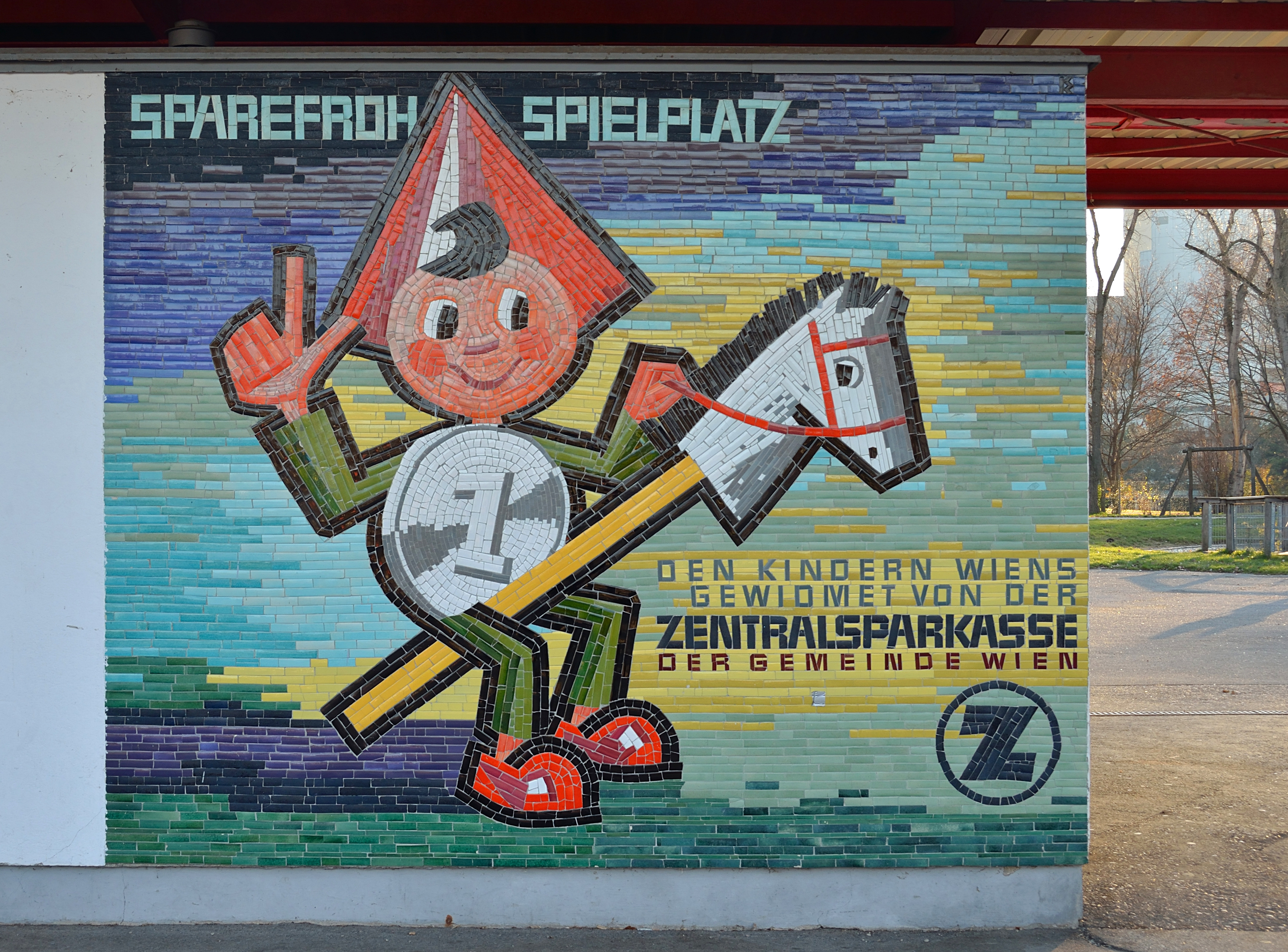
Mosaik beim Eingang des Sparefroh-Spielplatzes im Wiener Donaupark

Der Sparefroh ist eine Werbefigur, die heute von der Ersten Bank und den österreichischen Sparkassen eingesetzt wird und sich vor allem an Kinder wendet. Vor allem während der 1960er und 1970er Jahre war er in der österreichischen Alltagskultur Symbol für Spargesinnung.

## Entstehungsgeschichte
Sparefroh stammt eigentlich aus Deutschland, vom Deutschen Sparkassenverlag in Stuttgart. In den 1950er Jahren kam er von Deutschland nach Österreich, wo er wesentlich populärer wurde.
Von den Leitern der Salzburger Sparkasse, Fritz Rücker und Franz Ruedl, wurde Sparefroh nach Salzburg gebracht. Er war damals ein eher unscheinbares, starres Männchen. Erst der Salzburger Grafiker Leopold Juriga gab der Biegefigur das sympathische Aussehen. Vor allem die Möglichkeit seine Arme und Beine zu bewegen und ihn damit zum Leben zu erwecken, gefiel den Kindern und auch vielen Erwachsenen. Franz Ruedl meinte damals: „Schöne Worte über das Sparen gibt es viele. Aber erst durch einen bildhaften Eindruck werden sie belebt.“
Der österreichische Sparkassenverband empfahl 1956 allen Sparkassen, den Sparefroh in den Mittelpunkt ihrer Sparwerbung zu stellen – vor allem zum Weltspartag. Der Werbeleiter der Zentralsparkasse Karl Damisch entwickelte rund um den Sparefroh eine umfangreiche Werbekampagne mit Plakaten, Briefen, Malkarten, Lesezeichen, Bastelbögen, Anhängern usw. Auch einer regelmäßig erscheinenden Jugendzeitung gab er seinen Namen. Somit kann man 1956 als das Geburtsjahr des österreichischen Sparefroh bezeichnen.

## Sparefroh-Zeitung
Im Jahr 1969 verpasste die Grafikerin Rosi Grieder dem Sparefroh ein neues, modernes Aussehen. Die Sparefroh-Zeitung wurde vom Unterrichtsministerium als offizielles Unterrichtsmittel anerkannt und erschien in den 1970er Jahren in einer Auflage von 400.000 Stück. Über 60 % der Volksschüler und rund 80 % der Hauptschüler und Schüler von höheren Schulen lasen das Heft. Die Sparefroh-Zeitung war damals die größte Jugendzeitschrift Österreichs, ihr Herausgeber war und ist bis heute der Sparkassenverband. Die Zeitung enthielt allgemein bildende Beiträge, Preisausschreiben und kleine Geschichten, meist mit erzieherischem Inhalt.

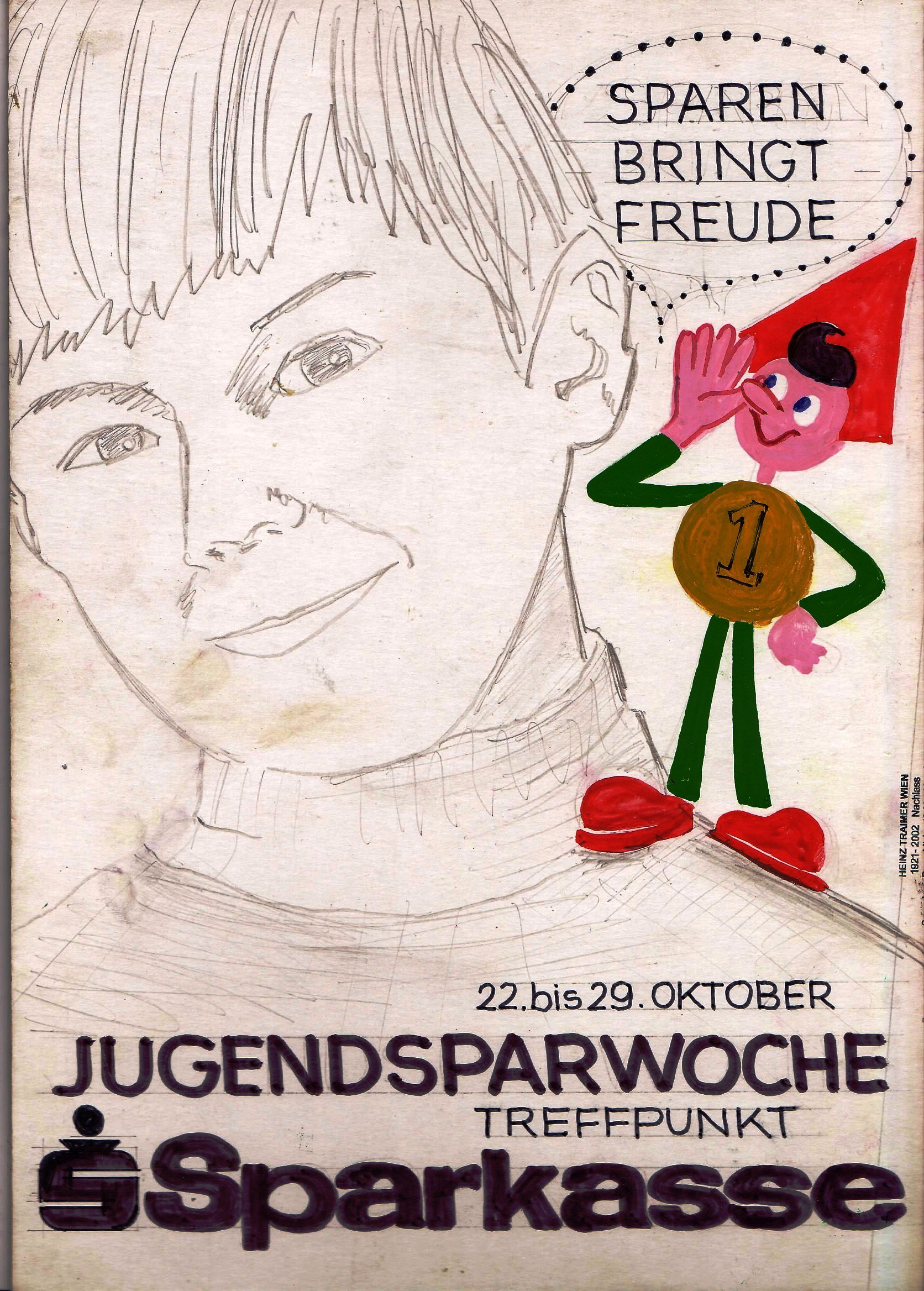
Entwurf von Heinz Traimer, ca. 1969

Nach Karl Damisch und Rosi Grieder übernahm Franz Josef Barta die Redaktion der Sparefroh-Zeitung und änderte den Stil von einem Lehrbehelf zu einem Ratgeber für Kinder bis zum Alter von 12 Jahren. Barta hatte schon den beliebten TV-Clown Enrico (Heinz Zuber) entworfen und war für das Konzept der erfolgreichen TV-Kindersendung „Am dam des“ mitverantwortlich. Der Comiczeichner Eugen Kment verwandelte den Sparefroh vom dürren Drahtmännchen zu einer menschlich-emotionalen  Figur, die als Freund der Kinder zum Mittelpunkt vieler Bildergeschichten wurde. Ein weiterer wichtiger Grafiker des Sparefroh war Heinz Traimer in Wien, der de facto das Monopol auf die Werbung des Sparkassenverlages und der Zentralsparkasse der Gemeinde Wien innehatte.

## Symbolfigur des Weltspartags
Das erste Sparefroh-Plakat erschien 1956. Kurz darauf wurde das erste Sparefroh-Lied komponiert. Beim Weltspartag und anderen Anlässen verkleideten sich Schauspieler als das Männchen mit dem Schilling auf der Brust, dem knallroten Dreiecks-Hut und der frechen schwarzen Haarlocke. Sparefroh-Kostüme waren beliebt bei vielen Kinderparties. Auch bei Fotowettbewerben, Preisausschreiben und sogar bei einem Fernsehfilm hatte Sparefroh seine Auftritte. Der von Josef Hübl produzierte Film „Der Zaubergroschen“ zeigt ihn als Ratgeber eines Müllers, der seinen Betrieb ohne Kreditaufnahme, nur durch Sparen, auf neue Beine stellt.
In den 1970er Jahren war Sparefroh in Österreich außerordentlich populär. Nach einer Untersuchung kannten mehr Leute seinen Namen, als jenen des amtierenden Bundespräsidenten. Der Meinungsforscher Fritz Karmasin erklärte dieses Phänomen so: „Sparefroh ist das Symbol für eine bestimmte Einstellung. Sparen ist nicht immer mit Freude verbunden, sondern mit Entbehrungen. 'Froh sparen' kann man jedoch, wenn man den künftigen Sparnutzen stärker im Auge hat als die gegenwärtigen Entbehrungen. Und dafür steht der Sparefroh.“

## Der Goldene Sparefroh
1965 wurde rechts neben dem Hauptgebäude der Zentralsparkasse der Gemeinde Wien im 3. Wiener Gemeindebezirk die Sparefrohgasse zwischen der Vorderen Zollamtsstraße und dem Bahnhof Wien Mitte nach Sparefroh benannt, die es heute noch gibt. Alle Schulanfänger erhielten von der Wiener Zentralsparkasse einen Sparefroh als Ansteckfigur. Für besondere Leistungen bei der Spar- und Wirtschaftserziehung erhielten Lehrer und Pädagogen, aber auch Schulklassen und Jugendgruppen den „Goldenen Sparefroh“. So auch der Begründer des Schulfernsehens und spätere Wiener Bürgermeister Helmut Zilk.

## Sparefroh-Kult
Mittlerweile hat Sparefroh Kultstatus erreicht. So erzielte der österreichische Profi-Sammler Andreas Steinbach für einen Sparefroh-PEZ-Spender 18.000 Schilling (über 1308 Euro). Um diesen Liebhaberpreis verkaufte er die 10 cm große Figur an einen amerikanischen Sammler. Bis heute hüten viele Österreicher zu Hause eine Sparefroh-Figur. Längst wird der Name Sparefroh in der Alltagssprache für besonders sparsame Menschen verwendet.
In den 1980er Jahren verblasste die Symbolkraft des Sparefroh ein wenig. Die Figur war zu sehr mit dem klassischen Sparbuch verbunden. Andere Formen der Geldanlage wurden populär, wie etwa Aktien und Investmentfonds. Schon wurde sein baldiges Ableben vorhergesagt. Mit „Knax“ erwuchs ihm zudem bei den Sparkassen Konkurrenz. Die Knax-Figuren kommen ebenfalls aus Deutschland, haben aber kaum pädagogische Aufgaben, sondern dienen der Unterhaltung von Kindern. Bald bevorzugten viele Sparkassen den „Knax-Club“ und die Knax-Zeitung erzielte höhere Auflagen als die Sparefroh-Zeitung.

## Sparefroh-Comeback
Das Sparefroh-Comeback der letzten Jahre kam überraschend. Immer häufiger wurde er wieder von den Sparkassen als Werbeträger eingesetzt. Eine Untersuchung der Sparkassengruppe bescheinigte ihm bei den 30–50-Jährigen extrem hohe Sympathiewerte. So starteten die Erste Bank und Sparkassen zu seinem 50. Geburtstag im Jahr 2006 eine groß angelegte Relaunch-Aktion. Sparefroh trat mit als zentrale Werbefigur für den Weltspartag 2006 auf, unter anderem als Darsteller in einem TV-Spot der Erste Bank und Sparkasse. Im aktuellen Retro-Trend wurde Sparefroh vom Illustrator Christo Penev im 3D-Design so gestaltet, wie man ihn aus den 1960er und 1970er Jahren kannte, allerdings mit einer Bimetallmünze ähnlich der aktuellen 1-Euro-Münze bestückt. Anders als früher, wo auf der Bauch-Münze des Sparefroh die Zahl 1 zu lesen war, ist darauf nun das Sparkassen-S.
Der Rumpf des Sparefroh entspricht in seiner Form einer aufrecht stehenden kreisrunden Münze. Ihre Dicke ist jedoch im Verhältnis zum Durchmesser oft verdickt, wie es für gezeichneten Comics typisch und zum Einmünden von ausreichend stabilen Armen, Beinen und des Halses auch notwendig ist. Eine möglichst goldige oder silbrige Färbung des Korpus erinnert an ein Münzmetall, der mittige Einser an den Design der 1-Schilling- bzw. 1-Mark-Münze. Die U-Bogen-förmige Aufschrift „SPAREFROH“ zeichnet einen lachenden Mund nach wie der Smiley. Die vier Gliedmaßen und der Hals setzen farblich und durch Biegsamkeit stark kontrastierend an. Als die 1-Euro-Münze mit der außermittigen Position der Zahl auftrat, war der Sparefroh schon umgestaltet.
Der Sportmagazin-Verlag führte im September 2006 die Neugestaltung der Sparefroh-Zeitung durch. Im neuen Look bietet das Heft den Kindern Informationen rund ums Geld, Bildergeschichten, Preisausschreiben, Spiele und Bastelvorschläge. Der Illustrator Reinhard Kiesel hat Sparefroh als Comicfigur neu gestaltet. Infolge wurde die Figur durch den Comic-Zeichner Stefan Neuwinger weiterentwickelt und wird heute vom Illustrator Daniel Spreitzer gezeichnet. Die Texte der Geschichten stammen seit dem Relaunch von Comic- und Buchautor Harald Havas.
Sparefroh wird aktuell verstärkt als Botschafter des Themas Financial Literacy eingesetzt. Seit September 2010 gibt es Sparefroh TV als Cartoon. In der ersten Sendung „Was ist Geld“ erforschen die Protagonisten Kati und Klaus mit dem Sparefroh wie die Entwicklung des Geldes seit der Naturalwirtschaft vonstattenging, bis hin zur Zahlung mit Kreditkarten. Das Zentrum polis – Politik Lernen in der Schule – bietet Sparefroh TV als ergänzendes Unterrichtsmaterial für österreichische Schulen an. Inzwischen gibt es 10 Folgen Sparefroh TV in Deutsch und Englisch.
Im Jahr 2016 feiert der Sparefroh bei der Erste Bank und Sparkassen offiziell seinen 60. Geburtstag.

## Andere Figuren
Der Raiffeisen-Sektor verwendet die Biene Sumsi als Symbol für das Sparen.